# Лелия
Ле́лия (лат. Laelia) — род многолетних эпифитных и литофитных травянистых растений семейства Орхидные.
В орхидологической литературе используется аббревиатура L..
Многие представители рода и гибриды с их участием популярны в комнатном и оранжерейном цветоводстве, а также широко представлены в ботанических садах.
В конце прошлого века род насчитывал около 50 видов; в настоящее время систематики сократили род до 23 видов. Многие виды перенесены в рода Sophronitis и Schomburgkia. В 2000 году Кассио Ван ден Берг, Марк В. Чейз и другие ботаники опубликовали статью в научном журнале Lindleyana американского орхидного общества. При анализе ДНК были обнаружены существенные различия между бразильскими и мексиканскими лелиями, достаточные для их разнесения по разным родам.
Произрастают в субтропической и умеренной климатических областях Южной Америки и Вест-Индии. Распространены на высотах от 0 до 3000 метров над уровнем моря. Встречаются в разнообразных природных условиях — в низинных дождевых лесах, в горных лесах, в открытых местообитаниях с высокой степенью инсоляции. Родина большей части популярных в культуре видов — Бразилия, Мексика. Эпифитные виды поселяются на деревьях, а так называемые скальные — на камнях на солнце.
Генетически близки с родом Каттлея, отличаются количеством поллиниев: у лелий их 8, у каттлей 4.

## Синонимы
По данным Королевских ботанических садов в Кью:
- Schomburgkia Lindl., 1838
- Amalia Rchb. 1841
- Amalias Hoffmanns. 1842

## Название
Род Laelia описан Джоном Линдли в 1831 году. Название происходит от древнеримского женского имени Лелия (сестра Зевса, была одной из шести девственниц-весталок, охраняющих священный огонь богини Весты).

## Биологическое описание
Размер растений варьирует от одного-двух сантиметров (L. liliputiana) до 30-60 см (L. purpurata).
Симподиальные растения от миниатюрных до средних размеров.
Псевдобульбы веретеновидные, яйцевидные, или цилиндрические, полые, одно-, двухлистные.
Соцветие верхушечное, кистевидное, реже — метёльчатое, несущее 1 или несколько цветков.
Цветки в основном крупные (до 15-20 см в диаметре у L. purpurata) и яркие — белые, желтые, оранжевые, розовые или пурпурные. У многих видов обладают приятным ароматом. 
Чашелистики и лепестки свободные, раскидистые, прямые или волнистые. Губа свободная или сросшаяся с основанием колонки, цельная или трехлопастная, в основании трубчатая. Колонка длинная, с зубовидными отростками на конце. 
 Поллиниев — 8, восковые, яйцевидные или уплощённые.

## Виды

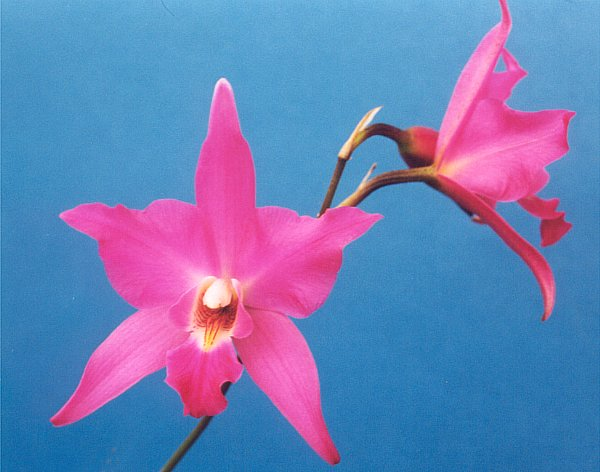
Laelia gouldiana

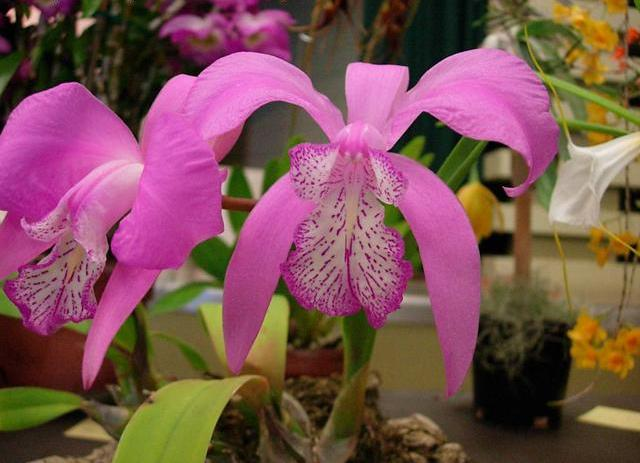
Laelia speciosa

Список видов, включая устаревшие названия по сводке Королевских ботанических садов в Кью:
Полужирным шрифтом отмечены виды, составляющие род Лелия в настоящее время.
- Laelia acuminata
- Laelia alaorii
- Laelia albida
- Laelia alvaroana
- Laelia anceps
- Laelia angereri
- Laelia aurantiaca
- Laelia aurea
- Laelia autumnalis
- Laelia bahiensis
- Laelia bancalarii
- Laelia barkeriana
- Laelia blumenscheinii
- Laelia boothiana
- Laelia bradei
- Laelia brevicaulis
- Laelia briegeri
- Laelia caetensis
- Laelia candida
- Laelia cardimii
- Laelia casperiana
- Laelia caulescens
- Laelia cinnabarina
- Laelia cinnamomea
- Laelia colombiana
- Laelia cowanii
- Laelia crawshayana
- Laelia crispa
- Laelia crispata
- Laelia crispilabia
- Laelia dawsonii
- Laelia dayana
- Laelia digbyana
- Laelia discolor
- Laelia domingensis
- Laelia dormaniana
- Laelia duveenii
- Laelia endsfeldzii
- Laelia esalqueana
- Laelia eyermaniana
- Laelia fidelensis
- Laelia flava
- Laelia fournieri
- Laelia fulva
- Laelia furfuracea
- Laelia galeottiana
- Laelia gardneri
- Laelia geraensis
- Laelia ghillanyi
- Laelia glauca
- Laelia gloedeniana
- Laelia gloriosa
- Laelia goebeliana
- Laelia gouldiana
- Laelia gracilis
- Laelia grandiflora
- Laelia grandis
- Laelia hallidayana
- Laelia harpophylla
- Laelia heidii
- Laelia hispidula
- Laelia humholdtii
- Laelia inconspicua
- Laelia itambana
- Laelia johniana
- Laelia jongheana
- Laelia kautskyana
- Laelia kautskyi
- Laelia kettieana
- Laelia lawrenceana
- Laelia leucoptera
- Laelia liliputana
- Laelia lindenii
- Laelia lindleyana
- Laelia lobata
- Laelia longipes
- Laelia lucasiana
- Laelia lueddemanii
- Laelia lundii
- Laelia lyonsii
- Laelia macrobulbosa
- Laelia macrobulbosa
- Laelia majalis
- Laelia mantiqueirae
- Laelia marginata
- Laelia milleri
- Laelia mixta
- Laelia monophylla
- Laelia moyobambae
- Laelia munchowiana
- Laelia ostermayerii
- Laelia peduncularis
- Laelia perrinii
- Laelia pfisteri
- Laelia praestans
- Laelia pubescens
- Laelia pumila
- Laelia purpurata
- Laelia reginae
- Laelia regnellii
- Laelia reichenbachiana
- Laelia rivieri
- Laelia rosea
- Laelia rubescens
- Laelia rupestris
- Laelia russelliana
- Laelia sanderiana
- Laelia sanguiloba
- Laelia sawyeri
- Laelia schroederae
- Laelia schroederiana
- Laelia schultzei
- Laelia sincorana
- Laelia speciosa
- Laelia spectabilis
- Laelia splendida
- Laelia superbiens
- Laelia tenebrosa
- Laelia tereticaulis
- Laelia thomsoniana
- Laelia tibicinis
- Laelia undulata
- Laelia venusta
- Laelia verboonenii
- Laelia violacea
- Laelia virens
- Laelia wallisii
- Laelia weberbaueriana
- Laelia wendlandii
- Laelia wetmorei
- Laelia xanthina

## Охрана исчезающих видов

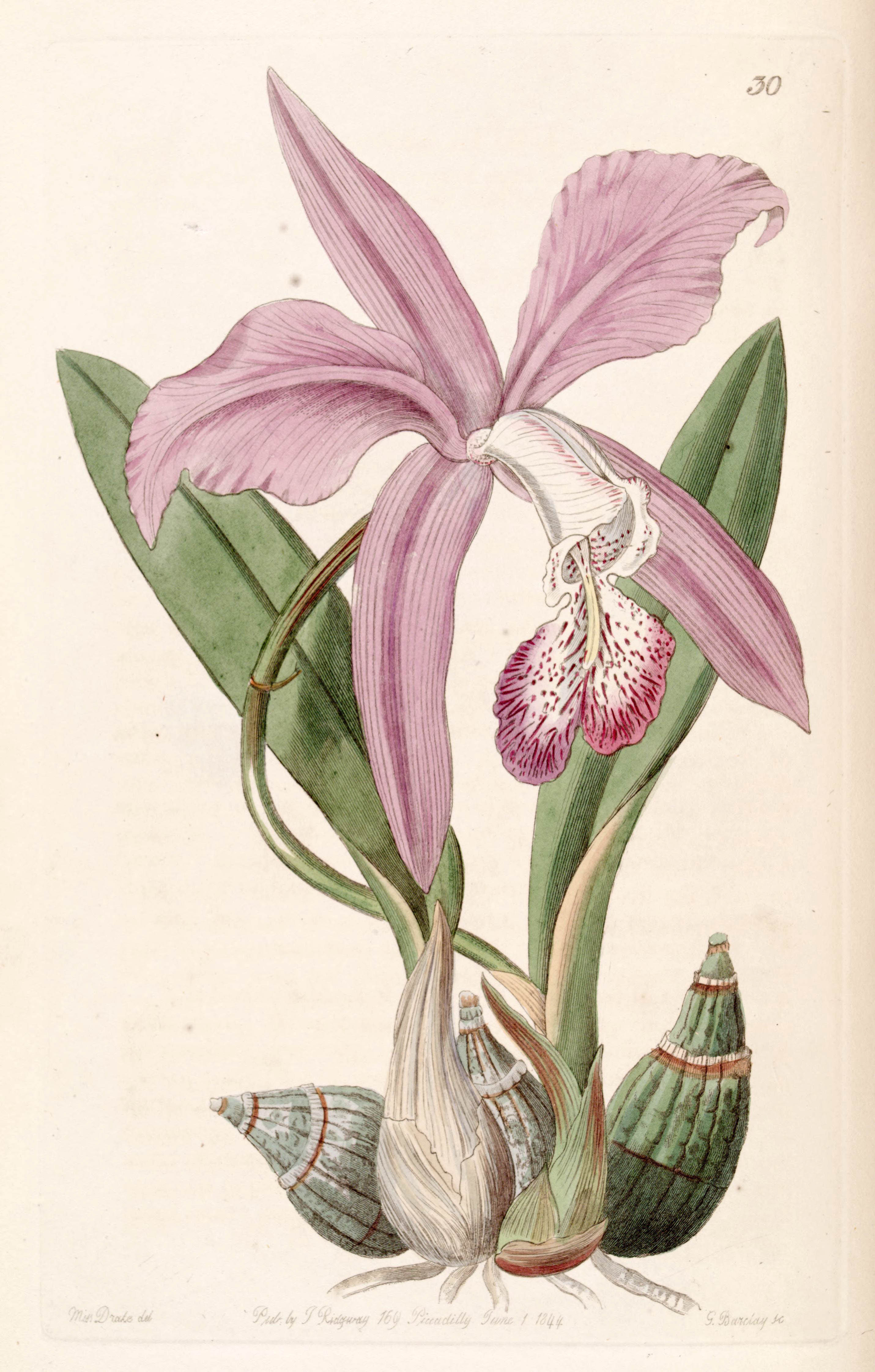
Laelia speciosa
Ботаническая иллюстрация из книги «Edwards’s Botanical Register» 1844 г.

Все виды рода Лелия входят в Приложение II Конвенции CITES.

## В культуре
Культура близка к культуре каттлей.
Температурная группа — от холодной до тёплой в зависимости от экологии вида. Для многих видов особое значение имеет значительный суточный перепад температур. В период активной вегетации требуют обильного полива. После окончания периода роста, когда псевдобульбы текущего года вегетации полностью сформировались, полив значительно ограничивают, растения содержат в хорошо освещённом, для многих видов прохладном (10-15 °C) месте.
Посадка на блок, в пластиковые или керамические горшки, корзинки для эпифитов. Большинство видов не переносят застоя влаги в корнеобитаемой зоне.
Относительная влажность воздуха 60-90 %.

## Искусственные межродовыегибриды(грексы)

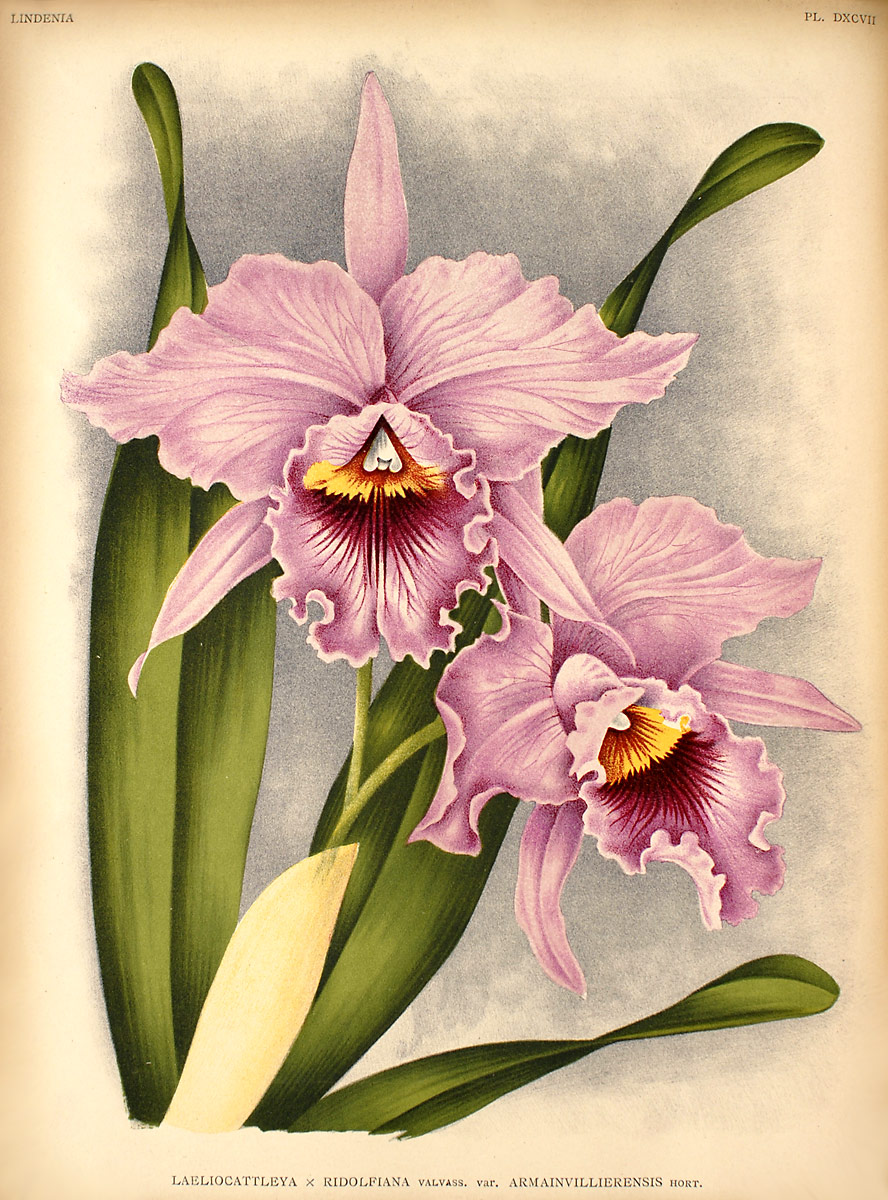
Laeliocattleya ×Ridolfiana

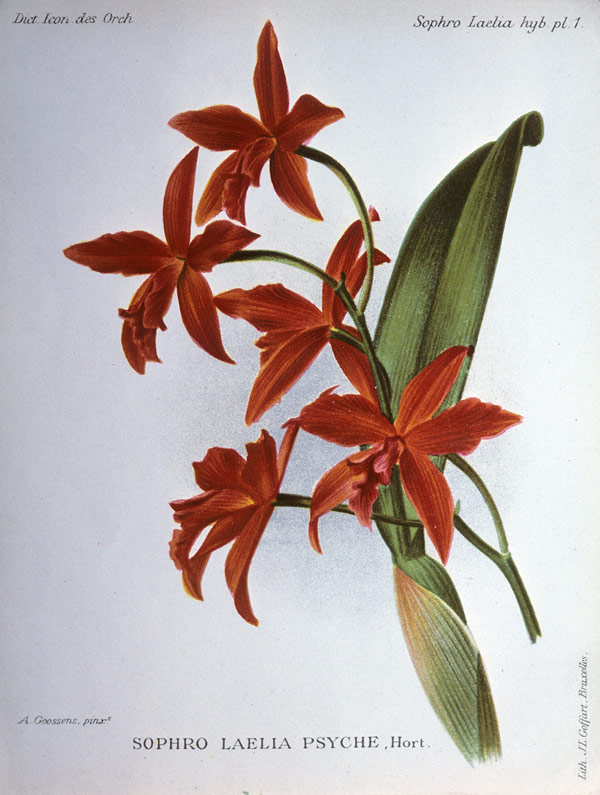
Sophrolaelia ×psyche

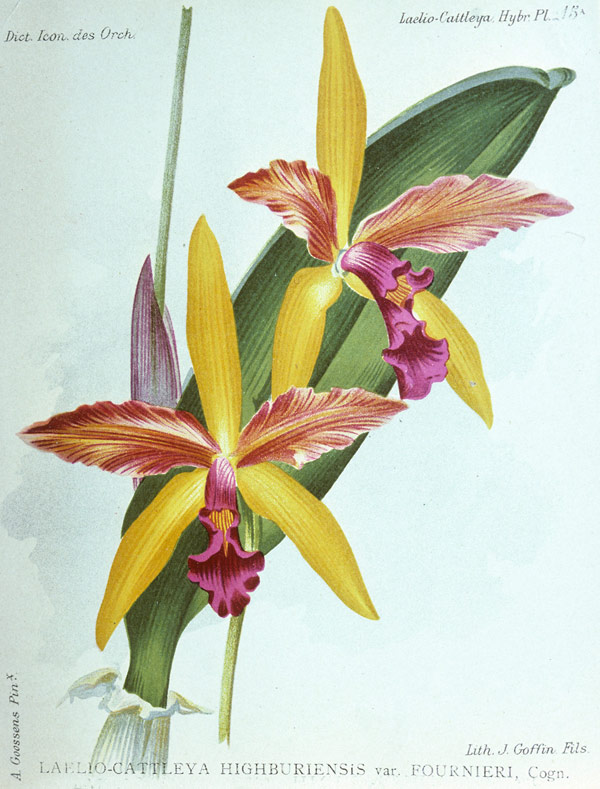
Laeliocattleya ×highbouriensis var. fournieri

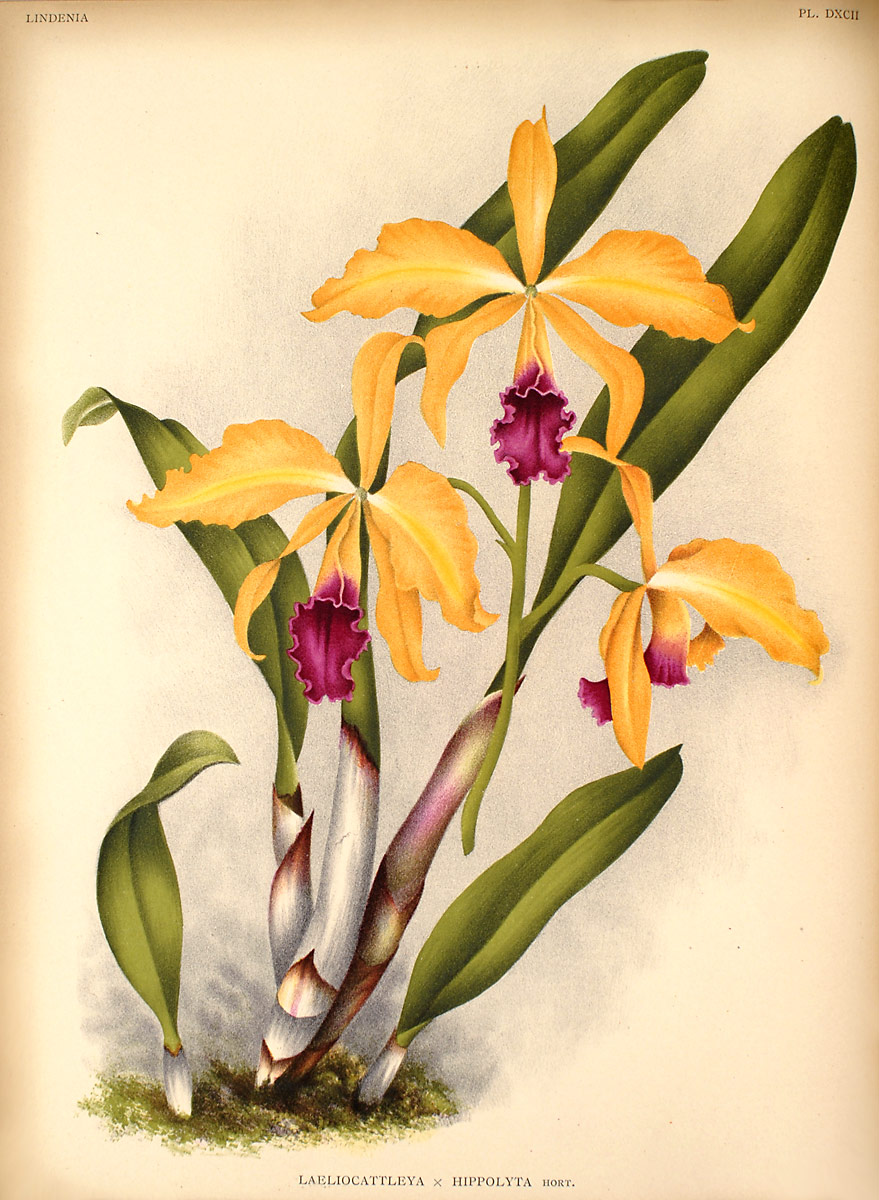
Laeliocattleya ×Hippolyta

- Allenara: Alna (Cattleya × Diacrium × Epidendrum × Laelia)
- Aspodonia : Aspd (Aspasia × Laelia × Odontoglossum)
- Brassolaelia : Bl (Brassavola × Laelia)
- Brassolaeliocattleya : Blc (Brassavola × Cattleya × Laelia)
- Brassoepilaelia : Bpl (Brassavola × Epidendrum × Laelia)
- Buiara : Bui (Broughtonia × Cattleya × Epidendrum × Laelia × Sophronitis)
- Calaeonitis : Can (Caularthron × Laelia × Sophronitis)
- Clarkeara : Clka (Brassavola × Cattleya × Diacrium × Laelia × Sophronitis)
- Caulaelia : Cll (Caularthron × Laelia)
- Carmichaelara : Crml (Brassavola × Broughtonia × Laelia)
- Catcylaelia : Ctyl (Cattleya × Encyclia × Laelia)
- Cookara : Cook (Broughtonia × Cattleya × Diacrium ×Laelia)
- Dialaelia : Dial (Diacrium × Laelia)
- Dialaeliocattleya : Dialc (Cattleya × Diacrium × Laelia)
- Dillonara : Dill (Epidendrum × Laelia × Schomburgkia)
- Dieselara : Dsla (Laelia × Schomburgkia × Sophronitis)
- Epilaelia : Epl (Epidendrum ×Laelia)
- Epilaeliocattleya : Eplc (Cattleya × Epidendrum × Laelia)
- Fergusonara : Ferg (Brassavola × Cattleya × Laelia × Schomburgkia × Sophronitis)
- Fialaara : Fia (Broughtonia × Cattleya × Laelia × Laeliopsis)
- Fredschechterara : Fre (Broughtonia × Cattleya × Epidendrum × Laelia × Schomburgkia)
- Gerberara : Gba (Brassavola × Diacrium × Laelia)
- Gladysyeeara : Glya (Brassavola × Broughtonia × Cattleya × Cattleyopsis × Diacrium × Epidendrum ×Laelia × Sophronitis)
- Gumara : Gum (Diacrium × Epidendrum × Laelia).
- Hartara : Hart (Broughtonia × Laelia × Sophronitis).
- Hasegawaara : Hasgw (Brassavola × Broughtonia × Cattleya × Laelia × Sophronitis)
- Hattoriara : Hatt (Brassavola × Broughtonia × Cattleya × Epidendrum × Laelia)
- Hawkinsara : Hknsa (Broughtonia × Cattleya × Laelia × Sophronitis)
- Herbertara : Hbtr (Cattleya × Laelia × Schomburgkia × Sophronitis)
- Higashiara : Hgsh (Cattleya × Diacrium × Laelia × Sophronitis)
- Iacovielloara : Icvl (Brassavola × Cattleya × Diacrium × Epidendrum × Laelia)
- Iwanagaara : Iwan (Brassavola × Cattleya × Diacrium × Laelia)
- Izumiara : Izma (Cattleya × Epidendrum × Laelia × Schomburgkia × Sophronitis)
- Jimenezara : Jmzra (Broughtonia × Laelia × Laeliopsis)
- Jewellara : Jwa (Broughtonia × Cattleya × Epidendrum × Laelia)
- Johnyeeara : Jya (Brassavola × Cattleya × Epidendrum × Laelia × Schomburgkia × Sophronitis)
- Kirchara : Kir (Cattleya × Epidendrum × Laelia × Sophronitis)
- Klehmara : Klma (Diacrium × Laelia × Schomburgkia)
- Kawamotoara : Kwmta (Brassavola × Cattleya × Domingoa × Epidendrum × Laelia)
- Laeliocattleya : Lc (Cattleya × Laelia)
- Laeliocattkeria : Lcka (Barkeria × Cattleya × Laelia)
- Laeliocatanthe : Lcn (Cattleya × Laelia × Guarianthe)
- Laeliocatarthron : Lcr (Cattleya × Caularthron × Laelia)
- Laeliocatonia : Lctna (Broughtonia × Cattleya × Laelia)
- Liaopsis : Liaps (Laelia × Laeliopsis)
- Laeliokeria : Lkra (Barkeria × Laelia)
- Laelonia : Lna (Broughtonia × Laelia)
- Laelianthe : Lnt (Guarianthe × Laelia)
- Lowara : Low (Brassavola × Laelia × Sophronitis)
- Leptolaelia : Lptl (Laelia × Leptotes)
- Laelirhynchos : Lrn (Rhyncholaelia × Laelia)
- Lyonara : Lyon (Cattleya × Laelia × Schomburgkia).
- Mailamaiara : Mai (Cattleya × Diacrium × Laelia × Schomburgkia)
- Maclemoreara : Mclmra (Brassavola × Laelia × Schomburgkia)
- Mooreara : Mora (Brassavola × Broughtonia × Cattleya × Laelia × Schomburgkia × Sophronitis)
- Matsudaara : Msda (Barkeria × Cattleya × Laelia × Sophronitis)
- Northenara : Nrna (Cattleya × Epidendrum × Laelia × Schomburgkia)
- Nuccioara : Nuc (Cattleya × Caularthron × Laelia × Sophronitis)
- Otaara : Otr (Brassavola × Broughtonia × Cattleya × Laelia)
- Potinara : Pot (Brassavola × Cattleya × Laelia × Sophronitis)
- Proslia : Psl (Laelia × Prosthechea)
- Recchara : Recc (Brassavola × Cattleya × Laelia × Schomburgkia)
- Rothara : Roth (Brassavola × Cattleya × Epidendrum × Laelia × Sophronitis)
- Schombolaeliocattleya : Scl (Cattleya × Laelia × Schomburgkia).
- Severinara : Sev (Diacrium × Laelia × Sophronitis)
- Stanfieldara : Sfdra (Epidendrum × Laelia × Sophronitis)
- Sophrolaelia : Sl (Laelia × Sophronitis)
- Schombolaelia : Smbl (Laelia × Schomburgkia)
- Staalara : Staal (Barkeria × Laelia × Sophronitis)
- Westara : Wsta (Brassavola × Broughtonia × Cattleya × Laelia × Schomburgkia)
- Yamadara : Yam (Brassavola × Cattleya × Epidendrum × Laelia)
- Yahiroara : Yhra (Brassavola × Cattleya × Epidendrum × Laelia × Schomburgkia)x Schomburgkia)